# Стара зграда Војне академије у Београду
Стара зграда Војне академије у Београду или зграда Артиљеријске школе је подигнута 1850. године на углу Немањине и Улице Милоша Великог, у делу града који је био намењен за здања државних институција.
Аутор идејног решења здања Академије је био чешки архитекта Јан Неволе. Зграда је првобитно била намењена за Артиљеријску школу, а након оснивања Војне академије је постала њено седиште.
Зграда је тешко оштећена у бомбардовању током Априлског рата 1941. године, а потпуно је срушена након рата 1945. године.